# Sojus TM-27
Sojus TM-27 ist die Missionsbezeichnung für den Flug eines russischen Sojus-Raumschiffs zur russischen Raumstation Mir. Der 35. bemannte Besuch eines Raumschiffes bei der Raumstation Mir war der 27. Besuch eines Sojus-Raumschiffs und der 103. Flug im Sojusprogramm.

## Besatzung

### Startbesatzung
- Talghat Mussabajew (2. Raumflug), Kommandant ( Kasachstan)
- Nikolai Michailowitsch Budarin (2. Raumflug), Bordingenieur
- Léopold Eyharts (1. Flug), Forschungskosmonaut ( CNES/ Frankreich)

Budarin war der erste russische Kosmonaut, der zuerst im amerikanischen Space Shuttle und anschließend im russischen Sojus-Raumschiff flog.

### Ersatzmannschaft
- Wiktor Michailowitsch Afanassjew, Kommandant
- Sergei Jewgenjewitsch Treschtschow, Bordingenieur
- Jean-Pierre Haigneré, Forschungskosmonaut  ( CNES/ Frankreich)

### Rückkehrbesatzung
- Talghat Mussabajew (2. Raumflug), Kommandant
- Nikolai Michailowitsch Budarin (2. Raumflug), Bordingenieur
- Juri Michailowitsch Baturin (1. Raumflug), Forschungskosmonaut

## Missionsüberblick
Nach Start des Raumschiffs am 29. Januar 1998 koppelte es am 31. Januar um 17:54:20 UTC an die Raumstation Mir an, nachdem Progress M-37 den Platz frei gemacht hatte. Mussabajew und Budarin übernahmen zusammen mit Andrew Thomas als 25. Stammbesatzung die Mir. Es folgten gemeinsame wissenschaftliche Experimente im Rahmen der Forschungsmission Mir-Pégase. Eyharts kehrte am 19. Februar 1998 mit Sojus TM-26 zur Erde zurück. Am 3. März 1998 musste ein geplanter Außenbordeinsatz von Mussabajew und Budarin abgebrochen werden, da die Luke sich nicht öffnen ließ. Danach folgten fünf erfolgreiche Außenbordeinsätze von Mussabajew und Budarin am 1. April 1998 (6 h, 40 min), 6. April 1998 (4 h, 23 min), 11. April 1998 (6 h, 25 min), 17. April 1998 (6 , 32 min) und 22. April 1998 (6 h, 21 min). Dabei wurden ein Sonnensegel des Spektr-Moduls repariert und ein neues Triebwerk zur Lageregulierung im SOFORA-Mast eingebaut. Die Besatzung entlud zwischenzeitlich die Transporter Progress M-38 und M-39. Am 4. Juni 1998 dockte das Space Shuttle Discovery bei der Mission STS-91 an die Mir an. Die Mission von Sojus TM-27 dauerte bis zum 25. August 1998.